# Bablari Dewanganj
Bablari Dewanganj é uma vila no distrito de Nadia, no estado indiano de Bengala Ocidental.

## Demografia
Segundo o censo de 2001, Bablari Dewanganj tinha uma população de 6565 habitantes. Os indivíduos do sexo masculino constituem 50% da população e os do sexo feminino 50%. Bablari Dewanganj tem uma taxa de literacia de 68%, superior à média nacional de 59,5%; com 56% para o sexo masculino e 44% para o sexo feminino. 11% da população está abaixo dos 6 anos de idade.